# Галкин, Сергей Алексеевич
Сергей Алексеевич Га́лкин (род. 6 ноября 1964, Гурьев, Казахская ССР) — советский и российский футболист, защитник, нападающий; тренер. Мастер спорта СССР.
Воспитанник вологодской ДЮСШ-3. 21 сезон провёл в «Динамо» Вологда в первой (1992—1993), второй (1982—1989, 1997—2005) и второй низшей (1991) лигах. Рекордсмен клуба по сыгранным матчам и забитым голам — 118 мячей в 592 играх. Также играл за «Химик» Череповец (1990) и «Чкаловец» Новосибирск (1994—1996). Завершил карьеру в возрасте 41 года.
Тренировал молодёжную команду. В 2007 году работал старшим тренером у исполнявшего обязанности главного тренера Леона Ягубянца. В 2008—2014 годах, до расформирования клуба — главный тренер. Работал вахтёром на городском стадионе. В 2016 году — старший тренер «Арсенала-2» Тула.
В составе команды «Искра» чемпион Вологды 2014 года, бронзовый призёр 2015 года, бронзовый призёр чемпионата Вологды по мини-футболу 2013/14, 2014/15.